# Thililua longicollis
Thililua longicollis és un gènere representat per una única espècie de plesiosaure policotílid que va viure en el Cretaci superior, en el que avui és Àfrica.